# تفكيك قنابل
تفكيك القنابل هي عملية إزالة الألغام والقنابل غير المنفجرة وغيرها بشكل آمن. تعتمد طرق تفكيك القنابل على تحييد الجهاز المتفجر من خلال إزالة الصاعق أو التفجير المتحكم به أو تعطيل الجهاز.
تفكيك القنابل لايشمل معالجة التربة الملوثة بالمواد المتفجرة.

## تاريخ
أنشئت أول وحدة تفكيك قنابل مدنية محترفة من قبل فيفيان ديرنغ ماينديت. كرائد في المدفعية الملكية، بحث ماينديت في انفجار في 2 أكتوبر 1874 في قناة ريجنت، عندما انفجر قارب صندل يحمل ستة براميل من البترول وخمسة أطنان من البارود وأدى ذلك إلى مقتل الطاقم وتدمير جسر ماكليسفيلد والأقفاص في حديقة حيوان لندن.
في عام 1875 صاغ الفعل الانفجاري وهو أول تشريع حديث للتحكم بالمتفجرات. ومهد الطريق للعديد من تقنيات تفكيك القنابل منها طرق التفكيك ومعالجة المتفجرات عن بعد. وتميز بشكل رسمي خلال حملة فينين للمتفجرات 1881-1885 بمشاركته وإنقاذ العديد من الناس. خصوصا بعدما لُغمت محطة فيكتوريا في 26 فبراير 1884 وفَكَّكَ القنبلة التي تعمل بألية الساعة ويمكن أن تنفجر بأي لحظة.
أنشئت شرطة نيويورك أول وحدة تفكيك القنابل في عام 1903. والتي تُعرف باسم الفرقة الإيطالية، مهمتها الأساسية التعامل مع المتفجرات التي تستخدمها المافيا الأمريكية لإرهاب التجار الإيطاليين المهاجرين والمقيمين. عُرفت لاحقا باسم الوحدة الفوضوية أوالوحدة المتطرفة.

## مجالات العمل

### الذخائر غير المنفجرة

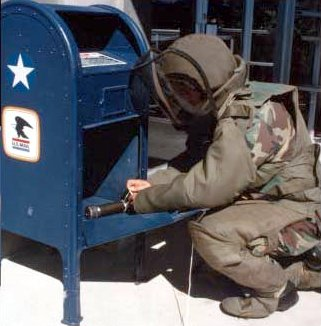
عميل التحقيقات الفيدرالي يرتدي بذلة القنابل ويؤدي مهمة تدريبية

قبل استخدام ساحة التفجير لأغراض أخرى، يجب التأكد من خلوها من أي بقايا غير منفجرة. تُنْفَذُّ هذه العملية عادة باختصاصيون مدنيون مدربون بالميدان ومع خبرة عسكرية سابقة في التخلص من الذخائر المتفجرة. تستخدم تقنيات وأدوات خاصة لفحص تحت سطح الموقع وعندما تكتشف هذه الذخائر، يُبْطَل مفعولها وتُزَالُ من المكان.

## معدات تفكيك القنابل

### أنظمة الأشعة السينية المحمولة
تستخدم أنظمة الأشعة السينية المحمولة لتصوير القنبلة قبل التدخل وتفكيكها. الهدف من هذه العملية هو تحديد وجود حشوة كيميائية أو فحص حالة الصاعق. تتطلب السماكة العالية في معدن القنبلة إلى مصدر للطاقة كبير.

### المعطلات المائية الموجهة

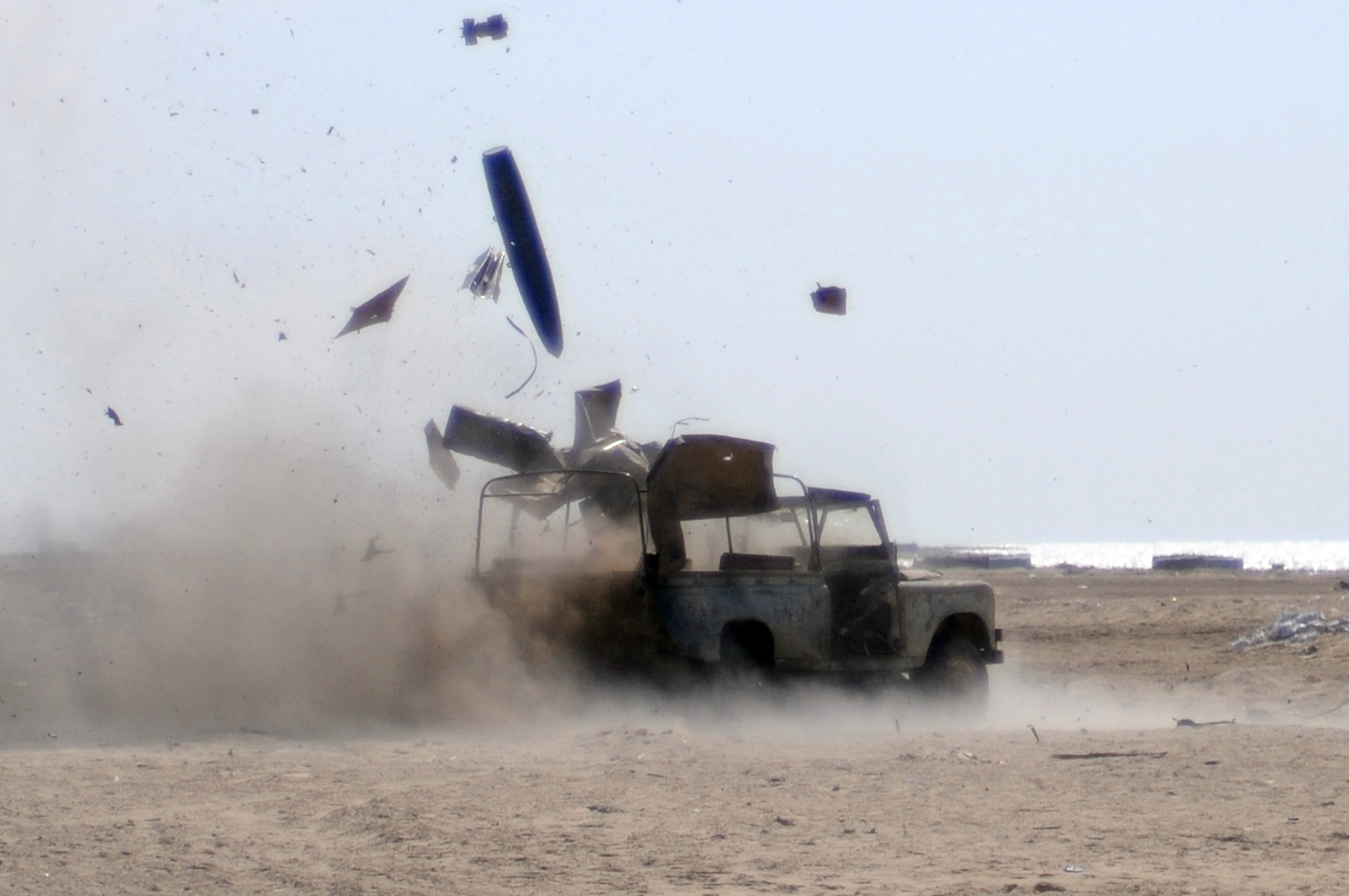
يعطل بووت بانجر ذو الحشوة المائية قنبلة زائفة

تستخدم المعطلات المائية الموجهة قذائف مائية ذات حشوة مشكلة لتدمير القنابل، تدمرها وتفصل كل ارتباط متفجر بها بشكل أسرع من أي صاعق أو مقاومة من جهاز صد التأثير على القنابل. أحد الأمثلة هو بووت بانجر (بالإنجليزية: BootBanger)، حيث ينتشر تحت حجرة السيارات المشبوهة بحمل القنابل. يمكن أن تكون المعطلات اتجاهية، مثل بووت بانجر أو اومني-دايركشن (بالإنجليزية: omni-directional).

### بدلات تفكيك القنابل
يوجد عدة بدلات مصممة من أجل الحماية أثناء تفكيك القنابل مثل بدلة MK1 التي صنعت في عام 1969 وبدلة MK2 وصنعت في عام 1974 ومزيد من التطويرات لنصل إلى MK3 في عام 1980 والتي أدخلت خوذة جديدة. أدخلت بدلة MK4 في الخدمة في عام 1993، وتجمع بين الحماية من الشظايا وانفجار القنبلة في أجزاء الجسم الأساسية مثل الرأس والجذع والوجه. لاتحظى اليدين بأي حماية في جميع البدلات.